# Nieuport 27
Nieuport 27 là một loại máy bay tiêm kích hai tầng cánh của Pháp trong Chiến tranh thế giới I,

## Quốc gia sử dụng
Pháp
 Greece
- Không quân Hy Lạp

 Italy
- Regia Aeronautica

 Nhật Bản
 Ba Lan
 Nga /  Liên Xô
- Không quân Đế quốc Nga
- Không quân Liên Xô

 Serbia
 Bulgaria
- Không quân Bulgary

 Thái Lan
- Không quân Hoàng gia Thái Lan

 Thổ Nhĩ Kỳ
- Không quân Thổ Nhĩ Kỳ

 Anh Quốc
- Quân đoàn Không quân Hoàng gia

 Hoa Kỳ
- Lực lượng Viễn chinh Hoa Kỳ
- Cục Không quân Lục quân Hoa Kỳ

 Uruguay
 Kingdom of Yugoslavia
- Không quân Hoàng gia Nam Tư - Sau chiến tranh.

## Tính năng kỹ chiến thuật (Nieuport 27)

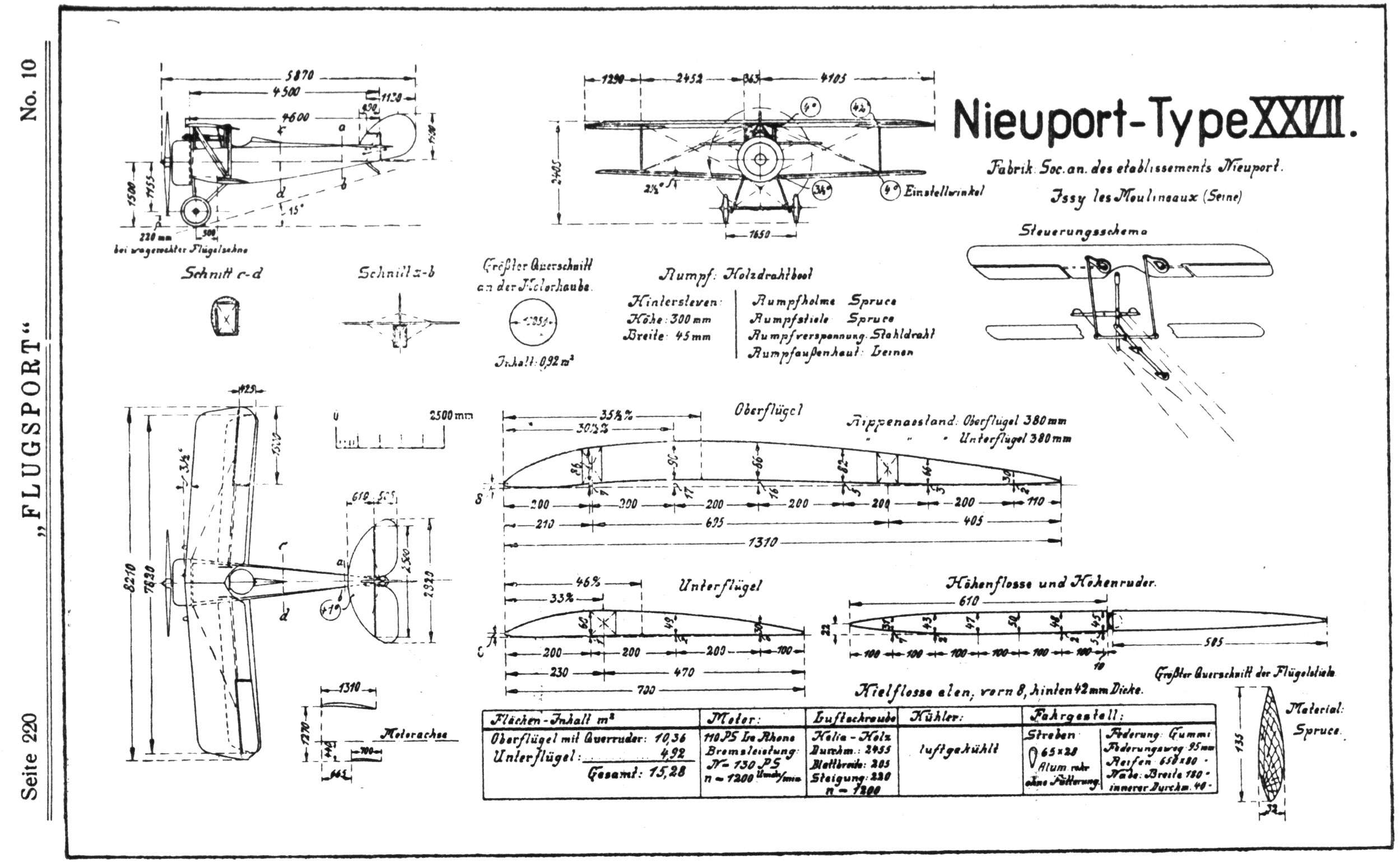
Nieuport 27

Dữ liệu lấy từ World Encyclopedia of Military Aircraft p42
Đặc điểm tổng quát
- Kíp lái: 1
- Chiều dài: 5,88 m (19 ft 3½ in)
- Sải cánh: 8,18 m (26 ft 10 in)
- Chiều cao: 2,44 m (8 ft)
- Trọng lượng rỗng: 354 kg (782 lb)
- Trọng lượng có tải: 544 kg (1.200 lb)
- Động cơ: 1 × Le Rhone, 90 kW (120 hp)

 Hiệu suất bay 
- Vận tốc cực đại: 187km/h (116 mph)
- Tầm bay: 249,55 km (155 dặm)
- Trần bay: 5.550 m (18.200 ft)
- Vận tốc lên cao: 3,78 m/s (745,45 ft/phút)

Trang bị vũ khí

- (Pháp/Italy) 1 × Súng máy Vickers
- (Anh) 1 × Súng máy Lewis